# Paul Tergat
Paul Kibii Tergat (Kabarnet, 17 giugno 1969) è un ex mezzofondista e maratoneta keniota.

## Biografia
Esordisce tardi, a 22 anni, nel 1991. L'anno successivo è terzo ai campionati kenioti di cross e si qualifica ai Mondiali di specialità di Boston, a cui però deve rinunciare per infortunio. Nel maggio 1992 entra nel Team Fila di Gabriele Rosa.
Nel 1994 vince la sua prima Stramilano, che conquisterà per sei volte ininterrottamente (record), stabilendo nel 1998 la miglior prestazione mondiale sulla mezza maratona con il tempo di 59'17", primato battuto solamente nel settembre 2005 dal connazionale Samuel Wanjiru. Dal 1995 al 1999 vince 5 Mondiali di corsa campestre consecutivi nella corsa lunga. Ai mondiali su pista di Göteborg 1995 è secondo nei 10000 m dietro all'etiope Haile Gebrselassie.
Ai Giochi olimpici di Atlanta 1996 conquista la medaglia d'argento nei 10000 m, preceduto da Gebrselassie. Il 22 agosto 1997 stabilisce a Bruxelles il record mondiale dei 10000 m piani con il tempo di 26'27"85, primato superato 9 mesi dopo dallo stesso Gebrselassie. Ai mondiali di Atene 1997 è ancora argento nei 10000 m, risultato bissato due anni dopo a Siviglia 1999, sempre alle spalle di Gebrselassie. Nel 1999 e nel 2000 è campione iridato di mezza maratona.
Ai Giochi olimpici di Sydney 2000 è argento nei 10000 m, nuovamente battuto da Gebrselassie. L'anno successivo esordisce nella maratona a Londra, arrivando secondo alle spalle di Abdelkader El Mouaziz. Seguono altri due secondi posti nel 2002 a Chicago e Londra (questa volta davanti a Gebrselassie).
Il 28 settembre 2003 vince la maratona di Berlino, battendo il record mondiale della specialità con il tempo di 2h04'55", primato battuto 4 anni dopo, sempre nella maratona di Berlino, dall'etiope Gebrselassie. Dopo il 10º posto nella maratona dei Giochi olimpici di Atene 2004, nel novembre 2005 vince la maratona di New York. Tra le altre vittorie ottenute in carriera può vantare anche due successi nel Giro podistico internazionale di Castelbuono (1994 e 2003).
È della tribù dei Tugen, ceppo Nandi. È sposato con Monica ed ha tre figli: Ronald, Harriet e Gloria.

## Palmarès
| Anno | Manifestazione             | Sede         | Evento        | Risultato | Prestazione | Note                                     |
| ---- | -------------------------- | ------------ | ------------- | --------- | ----------- | ---------------------------------------- |
| 1994 | Mondiali di mezza maratona | Oslo         | Individuale   | 11º       | 1h01'37"    |                                          |
| 1995 | Mondiali di cross          | Durham       | Corsa lunga   | Oro       | 34'05"      |                                          |
| 1995 | Mondiali di cross          | Durham       | A squadre     | Oro       | 62 p.       |                                          |
| 1995 | Mondiali                   | Göteborg     | 10000 m piani | Bronzo    | 27'14"70    |                                          |
| 1996 | Mondiali di cross          | Stellenbosch | Corsa lunga   | Oro       | 33'44"      |                                          |
| 1996 | Mondiali di cross          | Stellenbosch | A squadre     | Oro       | 33 p.       |                                          |
| 1996 | Giochi olimpici            | Atlanta      | 10000 m piani | Argento   | 27'08"17    |                                          |
| 1997 | Mondiali di cross          | Torino       | Corsa lunga   | Oro       | 35'11"      |                                          |
| 1997 | Mondiali di cross          | Torino       | A squadre     | Oro       | 51 p.       |                                          |
| 1997 | Mondiali                   | Atene        | 10000 m piani | Argento   | 27'25"62    | Miglior prestazione personale stagionale |
| 1998 | Mondiali di cross          | Marrakech    | Corsa lunga   | Oro       | 34'01"      |                                          |
| 1998 | Mondiali di cross          | Marrakech    | A squadre     | Oro       | 12 p.       |                                          |
| 1999 | Mondiali di cross          | Belfast      | Corsa lunga   | Oro       | 38'28"      |                                          |
| 1999 | Mondiali di cross          | Belfast      | A squadre     | Oro       | 12 p.       |                                          |
| 1999 | Mondiali                   | Siviglia     | 10000 m piani | Argento   | 27'58"56    |                                          |
| 1999 | Mondiali di mezza maratona | Palermo      | Individuale   | Oro       | 1h01'50"    |                                          |
| 1999 | Mondiali di mezza maratona | Palermo      | A squadre     | Bronzo    | 3h06'03"    |                                          |
| 2000 | Mondiali di cross          | Vilamoura    | Corsa lunga   | Bronzo    | 35'02"      |                                          |
| 2000 | Mondiali di cross          | Vilamoura    | A squadre     | Oro       | 18 p.       |                                          |
| 2000 | Giochi olimpici            | Sydney       | 10000 m piani | Argento   | 27'18"29    |                                          |
| 2000 | Mondiali di mezza maratona | Veracruz     | Individuale   | Oro       | 1h03'47"    |                                          |
| 2000 | Mondiali di mezza maratona | Veracruz     | A squadre     | Oro       | 3h11'38"    |                                          |
| 2004 | Giochi olimpici            | Atene        | Maratona      | 10º       | 2h14'45"    |                                          |

## Campionati nazionali
1992
- Oro ai campionati kenioti di corsa campestre - 35'40"

1993
- Bronzo ai campionati kenioti di corsa campestre - 35'35"

1994
- 4º ai campionati kenioti, 5000 m piani - 13'50"1

1995
- Oro ai campionati kenioti di corsa campestre - 35'12"

1996
- Oro ai campionati kenioti di corsa campestre - 35'57"

1997
- Argento ai campionati kenioti di corsa campestre - 35'15"

1998
- Argento ai campionati kenioti di corsa campestre - 36'08"

1999
- 4º ai campionati kenioti, 5000 m piani - 13'32"1

2000
- Oro ai campionati kenioti di corsa campestre

2001
- Bronzo ai campionati kenioti di corsa campestre - 36'38"

## Altre competizioni internazionali
1992
- Oro al Giro Podistico Internazionale di Pettinengo ( Pettinengo), 13 km - 36'16"
- 4º a La Matesina ( Bojano) - 29'33"
- Oro alla Amatrice-Configno ( Amatrice-Configno), 8 km - 24'00"
- Oro al Nairobi International Crosscountry ( Nairobi) - 29'16"

1993
- Bronzo alla Stramilano ( Milano) - 1h00'45"
- Argento alla Dam tot Dam	( Zaandam), 10 miglia - 46'07"
- Oro alla Diecimiglia del Garda ( Navazzo), 10 miglia - 47'31"
- Oro al Giro Media Blenio ( Dongio) - 31'49"
- 4º alla Notturna Città di Guastalla ( Guastalla) - 28'48"
- 6º a La Matesina ( Bojano) - 30'02"
- Oro al Trofeo Città di Trecastagni ( Trecastagni), 9,7 km - 27'35"
- Argento alla Luzerner Stadtlauf ( Lucerna), 8 km - 24'12"
- Oro alla Amatrice-Configno ( Amatrice-Configno), 8 km - 23'37"
- Oro alla Gonnesa Corre ( Gonnesa), 7 km - 20'06"
- 6º al Nairobi International Crosscountry ( Nairobi) - 30'44"

1994
- Oro alla Stramilano ( Milano) - 1h00'13"
- Bronzo alla Great North Run ( Newcastle upon Tyne) - 1h00'42"
- Oro alla 15 km di La Courneuve ( La Courneuve) - 42'12"
- Bronzo al Giro Media Blenio ( Dongio) - 27'39"
- Oro al Giro podistico internazionale di Castelbuono ( Castelbuono) - 32'37"
- Bronzo alla BOclassic ( Bolzano) - 28'36"
- Oro al Memorial Peppe Greco ( Scicli)
- Oro a La Matesina ( Bojano) - 28'11"
- Argento alla Quartu Corre ( Quartu Sant'Elena) - 28'22"
- Oro alla Corrida de l'est Republican ( Nancy), 8,98 km - 24'41"
- Oro alla Scarpa d'oro ( Vigevano), 8 km - 23'16"
- Oro al Trofeo Città di Trecastagni ( Trecastagni), 8 km - 23'27"
- 4º al Cross Le Provencal ( Marsiglia) - 32'16"

1995
- Oro alla Stramilano ( Milano) - 59'56"
- Oro alla Dam tot Damloop ( Zaandam), 10 miglia - 45'50"
- Oro alla Corrida Internacional de São Silvestre ( San Paolo), 15 km - 43'12"
- Oro al Giro Podistico Internazionale di Pettinengo ( Pettinengo), 13 km - 35'55"
- Oro alla Vivicittà Catania ( Catania), 12 km - 34'04"
- Argento al Giro Media Blenio ( Dongio) - 28'23"
- Argento al Memorial Peppe Greco ( Scicli) - 28'44"
- Argento alla Cinque Mulini ( San Vittore Olona) - 34'28"
- Bronzo al Campaccio ( San Giorgio su Legnano) - 34'39"
- Oro al Nairobi International Crosscountry ( Nairobi) - 35'30"

1996
- Oro alla Stramilano ( Milano) - 58'51"
- Oro al Giro Media Blenio ( Dongio) - 28'36"
- Oro alla Corrida Internacional de São Silvestre ( San Paolo), 15 km - 43'50"
- Oro al Giro Podistico Internazionale di Pettinengo ( Pettinengo), 13 km - 36'10"
- Oro alla Vivicittà Catania ( Catania), 12 km - 33'45"
- Argento al Memorial Peppe Greco ( Scicli) - 28'44"
- Oro alla Corrida de l'Est Républicain ( Heillecourt), 9 km - 24'41"
- Bronzo alla Belgrade Race Through History ( Belgrado), 6 km - 17'08"
- Oro alla Cinque Mulini ( San Vittore Olona) - 35'48"
- Bronzo al Campaccio ( San Giorgio su Legnano) - 37'01"
- Oro al Nairobi International Crosscountry ( Nairobi) - 36'24"
- Argento al Cross Internacional Valle de Llodio ( Llodio) - 31'18"
- Oro all'ASLK/CGER Crosscountry ( Bruxelles) - 31'35"

1997
- Oro alla Stramilano ( Milano) - 1h00'23"
- Argento alla Corrida Internacional de São Silvestre ( San Paolo), 15 km - 44'48"
- Argento al Giro Podistico Internazionale di Pettinengo ( Pettinengo), 13 km - 35'33"
- Oro al Giro Media Blenio ( Dongio) - 28'19"
- Oro al Giro al Sas ( Trento) - 31'15"
- Oro alla Corrida de l'Est Républicain ( Vittel), 8,98 km - 24'33"
- Bronzo alla Belgrade Race Through History ( Belgrado), 6 km - 17'22"
- Oro al Campaccio ( San Giorgio su Legnano) - 36'15"
- Bronzo al Nairobi International Crosscountry ( Nairobi) - 35'24"
- 7º all'ASLK/CGER Crosscountry ( Bruxelles) - 33'26"
- Bronzo al Cross Internacional de Italica ( Italica) - 30'04"

1998
- Oro alla Stramilano ( Milano) - 59'17"
- Oro alla Corrida Internacional de São Silvestre ( San Paolo), 15 km - 44'47"
- Oro al Trofeo Sant'Agata ( Catania)
- Oro alla Corrida de San Fernando ( Punta del Este) - 28'04"
- Oro alla Corrida de l'Est Républicain ( Heillecourt), 8,89 km - 24'07"
- Oro alla Scarpa d'oro ( Vigevano), 8 km - 23'31"
- Oro alla Cinque Mulini ( San Vittore Olona) - 34'37"
- Oro al Cross di Alà dei Sardi ( Alà dei Sardi) - 32'25"
- Oro al Mombasa International Crosscountry ( Mombasa) - 35'14"
- Oro al Cross Internacional de Italica ( Italica) - 27'57"

1999
- Oro alla Stramilano ( Milano) - 59'22"
- Oro alla Mezza maratona di Palermo ( Palermo) - 1h06'25"
- Oro alla Corrida Internacional de São Silvestre ( San Paolo), 15 km - 44'35"
- Oro al Trofeo Sant'Agata ( Catania) - 32'54"
- Oro al Memorial Peppe Greco ( Scicli) - 29'30"
- Oro alla Corrida de San Fernando ( Punta del Este) - 27'54"
- Oro al Giro Podistico Internazionale di Pettinengo ( Pettinengo), 9,5 km - 27'19"
- Oro alla Corrida de l'Est Républicain ( Heillecourt), 8,9 km - 24'06"
- Oro alla Compaq Road Race ( Balmoral), 5 miglia - 22'27"
- Oro alla Scarpa d'oro ( Vigevano), 8 km - 23'42"
- Argento alla Belgrade Race Through History ( Belgrado), 6 km - 17'09"
- Argento al Nairobi International Crosscountry ( Nairobi) - 36'43"
- Oro al Juan Muguerza Cross-Country Race ( Elgoibar) - 31'23"
- Oro al Cross Internacional de Italica ( Italica) - 30'56"

2000
- Oro alla Mezza maratona di Lisbona ( Lisbona) - 59'06"
- Oro alla Corrida Internacional de São Silvestre ( San Paolo), 15 km - 43'57"
- Argento al Trofeo Sant'Agata ( Catania) - 32'48"
- Oro alla Corrida de San Fernando ( Punta del Este) - 28'04"
- Oro alla Dino Hugo Tinelli ( San Carlos de Bolívar) - 29'15"
- Argento alla Cinque Mulini ( San Vittore Olona) - 34'02"
- Oro al Nairobi International Crosscountry ( Nairobi) - 35'53"
- Argento al Cross Internacional de Italica ( Italica) - 30'22"
- Argento all'Amendoeiras em Flor ( Albufeira) - 29'35"

2001
- Argento alla Maratona di Londra ( Londra) - 2h08'15"
- Argento alla Maratona di Chicago ( Chicago) - 2h08'56"
- Oro alla Great North Run ( Newcastle) - 1h00'30"
- Argento alla Mezza maratona di Lisbona ( Lisbona) - 1h00'27"
- 5º alla Mezza maratona di Sapporo ( Sapporo) - 1h03'15"
- Oro al Trofeo Sant'Agata ( Catania) - 33'10"
- Oro alla Corrida de San Fernando ( Punta del Este) - 28'46"
- Oro alla World's Best 10K ( San Juan) - 28'25"
- Argento al Cross Internacional Memorial Juan Muguerza ( Elgoibar) - 31'57"

2002
- Argento alla Maratona di Londra ( Londra) - 2h05'48"
- 4º alla Maratona di Chicago ( Chicago) - 2h06'18"
- Bronzo alla Mezza maratona di Lisbona ( Lisbona) - 59'46"
- Oro alla Virginia Beach Half Marathon ( Virginia Beach) - 1h01'59"
- Argento al Giro podistico internazionale di Castelbuono ( Castelbuono) - 34'24"
- Oro alla Mattoni Grand Prix ( Praga), 10 km - 28'14"
- Bronzo alla San Juan World's Best 10K ( San Juan) - 28'18"
- Bronzo alla Tao Baja 10 km - 28'59"

2003
- Oro alla Maratona di Berlino ( Berlino) - 2h04'55"
- 4º alla Maratona di Londra ( Londra)
- 7º alla Mezza maratona di Lisbona ( Lisbona) - 1h00'51"
- Bronzo alla Zevenheuvelenloop ( Nimega), 15 km- 43'51"
- Oro al Giro podistico internazionale di Castelbuono ( Castelbuono) - 34'28"
- Oro alla Great Manchester Run ( Manchester) - 28'48"
- Oro al Giro Podistico di Arco ( Arco) - 29'07"
- 5º alla San Juan World's Best 10K ( San Juan) - 28'30"
- Oro alla Lotto Cross Cup Brussels ( Bruxelles) - 33'50"
- Bronzo al Great North Cross Country ( Newcastle upon Tyne) - 26'41"

2004
- Argento alla San Silvestro Vallecana ( Madrid) - 28'24"
- 4º alla Great Manchester Run ( Manchester) - 28'22"
- Bronzo al Trofeo Sant'Agata ( Catania) - 31'10"
- 4º alla Lotto Belgian Crosscup ( Bruxelles) - 33'54"
- Oro all'Antrim International Cross Country ( Antrim) - 28'27"
- Bronzo al Great North Cross Country ( Newcastle upon Tyne) - 26'41"
- Argento all'Oeiras International Crosscountry ( Oeiras) - 26'29"

2005
- Oro alla Maratona di New York ( New York) - 2h09'29"
- 8º alla Maratona di Londra ( Londra) - 2h09'30"
- Oro alla Mezza maratona di Lisbona ( Lisbona) - 59'10"
- Oro alla São Silvestre de Luanda ( Luanda), 15 km - 45'22"

2006
- Bronzo alla Maratona di New York ( New York) - 2h10'10"
- 4º alla Mezza maratona di Lisbona ( Lisbona) - 59'42"
- 4º alla São Silvestre de Luanda ( Luanda), 15 km

2007
- 6º alla Maratona di Londra ( Londra) - 2h08'06"
- 10º alla Mezza maratona di Porto ( Porto) - 1h04'58"
- 6º alla Carrera Urbana Noche de San Antón ( Jaén), 9 km - 26'03"

2008
- 4º alla Maratona di New York ( New York) - 2h13'10"
- Argento alla Mezza maratona di Lisbona ( Lisbona) - 1h01'34"
- 19º alla Sunfeast World 10 km ( Bangalore) - 30'10"
- Argento alla Nike+ Human Race ( Roma) - 30'43"

2009
- Oro alla Maratona del lago Biwa ( Ōtsu) - 2h10'22"
- Argento alla Dublin Great Ireland Run ( Dublino) - 28'46"